# Aradus behrensi
Aradus behrensi är en insektsart som beskrevs av Ernst Evald Bergroth 1886. Aradus behrensi ingår i släktet Aradus och familjen barkskinnbaggar. Inga underarter finns listade i Catalogue of Life.